# Bubacarr Sanneh
Bubacarr Sanneh (* 14. November 1994 in Banjul) ist ein gambischer Fußballspieler.

## Karriere

### Verein
Sanneh begann seine Karriere in seiner Heimatstadt Banjul bei Real de Banjul. Mit Real konnte er 2012 und 2014 den Meistertitel der höchsten gambischen Spielklasse, der GFA League First Division, feiern.
Am 1. September 2014 lieh der dänische Zweitligist AC Horsens Bubacarr Sanneh für den Rest der Saison 2014/15 aus. Außerdem sicherte sich Horsens bei dem Leihgeschäft eine optionale Kaufoption in Höhe von 40.000 €. In der dänischen Superliga debütierte er am 10. November 2014 im Spiel gegen Viborg FF, indem der Innenverteidiger bereits ein Tor für Horsens erzielen konnte. Nachdem er sich in die Startformation spielen konnte, zog Horsens am 22. April 2015 die Kaufoption und nahm ihn bis zum 30. Juni 2018 unter Vertrag. Der kopfballstarke Innenverteidiger konnte in 3 Jahren bei Horsens in 90 Ligaspielen 14 Tore einnetzen, die er allesamt per Kopf erzielte.
Am Neujahrstag 2018 wurde sein Wechsel zum Ligakonkurrenten FC Midtjylland bekannt gegeben. Der Spitzenverein aus Herning bezahlte für seine Dienste eine Ablösesumme in Höhe von 200.000 €. Für Midtjylland debütierte Sanneh am 9. Februar 2018, als er beim 2:0-Auswärtssieg gegen seinen Ex-Klub AC Horsens eingewechselt wurde. Das erste Tor für seinen neuen Klub gelang ihm in der Meisterrunde 2018 beim 3:3-Unentschieden gegen Aalborg BK. Am letzten Spieltag der dänischen Meisterrunde bezwang Midtjylland, mit Sanneh in der Startformation, erneut Horsens und konnte durch diesen Sieg in der Tabelle noch an Brøndby IF vorbeiziehen und nach 2014/15 erneut die Meisterschaft erringen.
Am 31. August 2018 wechselte Sanneh zum belgischen Division 1A RSC Anderlecht, wo er einen Fünfjahresvertrag unterschrieb. Beim belgischen Spitzenverein konnte er sich jedoch nicht langfristig durchsetzen und kam in seiner ersten Saison 2018/19 lediglich in 12 Ligaspielen zum Einsatz.
Anfang August 2019 wurde bekanntgegeben, dass Sanneh für die gesamte Spielzeit 2019/20 an den türkischen Erstligisten Göztepe Izmir ausgeliehen werde. Dort bestritt er nur in drei Pokal- und zwei Ligaspiele. Am 28. Januar 2020 wurde die Ausleihe vorzeitig beendet.
Drei Tage später wurde eine neue Ausleihe abgeschlossen. Bis zum Ende der Saison spielte Sanneh beim KV Ostende. Für die Kustboys absolvierte er in der verbleibenden Spielzeit 2019/20 drei Ligaspiele. Zur neuen Saison 2020/21 kehrte er zum RSC Anderlecht zurück.
Dort konnte er sich jedoch erneut nicht durchsetzen und im Januar 2021 wurde er bis zum Ende der Spielzeit an den dänischen Erstligisten Aarhus GF ausgeliehen.
Nach Ende der Ausleihe gehörte Sanneh in der Saison 2021/22 wieder zum Kader von Anderlecht. Der Verein gab ihm aber zu verstehen, dass man mit ihm nicht plane und dass er zum „C-Kader“ gehöre. Nachdem bis zum Ende des Transferfenster Sanneh keinen neuen Verein gefunden hatte, wurde sein Vertrag Ende August 2021 einvernehmlich aufgelöst.
Nachdem er knapp fünf Monate ohne Verein war, nahm ihn am 21. Februar 2022 der dänische Verein SønderjyskE Fodbold bis Saisonende unter Vertrag. Er bestritt für den Verein 8 von 14 möglichen Ligaspielen sowie ein Pokalspiel. Seit dem Ende der Saison 2021/22 ist er ohne Verein.

### Nationalmannschaft
Für gambische A-Nationalmannschaft debütierte Bubacarr Sanneh am 15. Dezember 2012 bei einem Testspiel (1:1) in Angola und kam seitdem 30 Mal zum Einsatz. Seinen einzigen Treffer erzielte er am 13. Oktober 2019 in der Qualifikation zum Afrika-Cup gegen Dschibuti (1:1).

## Erfolge
Real de Banjul
- Gambischer Meister: 2012, 2014

FC Midtjylland
- Dänischer Meister: 2018